# Królowa elfów (opera)
Królowa elfów, oryg. The Fairy Queen, Faerie Queene (tłum. królowa wróżek) – maska (rodzaj opery) autorstwa Henry’ego Purcella skomponowana w 1692. Premiera odbyła się 2 maja 1692 w Londynie. Libretto ułożył prawdopodobnie Thomas Betterton na podstawie komedii Williama Shakespeare’a, Sen nocy letniej, choreografia Josias Priest.

## Historia powstania
W 1692, w drugim okresie twórczości teatralnej, Henry Purcell skomponował The Fairy Queen. Choć autor adaptacji nie jest z całą pewnością znany przyjmuje się jednak, że mógł być nim Thomas Betterton, który uczestniczył w poprzednich produkcjach w Dorset Garden. Jednakże charakteryzujący to dzieło pewien rodzaj nowego bardziej całościowego ujęcia, bardziej dopasowany do muzyki, niż poprzednie opery sugeruje również zaangażowanie być może samego Purcella [Campbell, 186]. Zasadniczo treść dzieła przedstawia dość wiernie Sen nocy letniej - komedię Williama Szekspira. Od strony gatunku The Fairy Queen nazywana jest maską lub semi-operą, co zwykle oznacza stosunkowo duży udział tekstu mówionego oraz ruchu scenicznego w przeciwieństwie np. do Dydony i Eneasza, co stanowi wyjątek w twórczości Purcella. Maska jako gatunek sceniczny cechuje się wykorzystaniem wszystkich możliwych środków: muzyki, tańca, śpiewu oraz gry aktorskiej połączonej z rozbudowaną scenografią, projektowaną zwykle przez znanych architektów, tak aby alegorycznie przypodobać się patronom. Artyści śpiewający i przemawiający byli wynajmowani, ale tancerzami masek często zostawali dworzanie, a nawet królowie. Widowisko to powstało na terenie Włoch w XVI wieku i cieszyło się dużym powodzeniem w XVII. Po raz pierwszy The Fairy Queen została wystawiona 2 maja 1692 na scenie Queen's Theatre w Dorset Garden znajdującym się w Londynie przez United Company. Według listu opisującego pierwsze wystawienie, partię Oberona i Titanii grały dzieci w wieku około 9 lat, prawdopodobnie jak i pozostałe partie wróżek. Wystawienie okazało się bardzo kosztownym i sporym przedsięwzięciem, które pochłonęło aż 3000 funtów. Przewyższyło ono dwa poprzednie: Króla Artura oraz Prorokinię szczególnie w zakresie dekoracji, strojów oraz użytych maszyn. Koszty okazały się tak wielkie, że organizatorzy zwrócili się w przedmowie o finansową pomoc uzasadniając ją potrzebną podniesienia poziomu opery w Anglii, aby dorównała Francji czy Włochom. Bardzo rozbudowana scenografia zmieniała się z nadejściem każdej nowej maski, a najprostsza ukazywała scenę otwarcia się Ziemi w celu ukrycia Indianina Tytani przed Oberonem. Zmiany scenografii dokonywano na oczach publiczności i cieszyło się to u niej dużym zainteresowaniem. Końcowa scena pogodzenia bożków jest najbardziej widowiskowa, a ukazuje Tytania na maszynie ciągniętej przez indyki, które momencie śpiewu Junony rozpościerają swoje ogony i tworzą kolorowe tło. Obsada widowiska obejmowała około 100 osób, w tym grupy liczące po ponad dwadzieścia osób odpowiednio: aktorów, śpiewaków, tancerzy oraz instrumentalistów.

## Struktura dzieła
The Fairy Queen składa się z pięciu masek, dość luźno powiązanych z tekstem sztuki wprowadzanym przez mówioną narrację. Utwór rozpoczyna się od First Musick, który stanowi próbę skupienia uwagi publiczności zajmującej miejsca. Po niej następuje Second Musick, składające się razem na formę małej suity orkiestrowej. Początek właściwej sztuki ogłaszają wdzięcznie skomponowane fanfary.
Spore rozmiary dzieła powiększają dodatkowe liczne recytatywy, wprowadzające w treść komedii. W związku z czym przy kolejnych wystawieniach dokonywano w tym względzie wielu skrótów. Powszechnie dzieło to uważane jest za jedno z najwybitniejszych osiągnięć Purcella w dziedzinie dramatu muzycznego. Poza pewnym rodzajem spójności treściowej, można zauważyć zabiegi kompozytorskie mające na celu osiągnięcia jednolitości dzieła poprzez użycie pokrewnych motywów oraz zbliżonych efektów tonalno-harmonicznych. Kompozytor nie unikał również środków ilustracyjnych typowych dla baroku ze słynną arią pijanego poety w pierwszych akcie, gdzie kołysanie się typowe dla tego stanu ilustrują udane smyczkowe glissanda. Sam zaś poeta z trudnością śpiewa i sepleni. Towarzyszy mu bardzo ciekawe figurowanie basso continuo.
Kompozytor wykazuje się sporą inwencją w wykorzystywaniu zespołu instrumentalnego zwłaszcza w sinfonii ilustrującej wschód słońca czy też w scenie końcowej w ogrodzie chińskim, której muzyka jest jednak typowym przejawem stylu włoskiego, a nie chińskiego.

## Renesans zainteresowania
Partytura dzieła zaginęła wkrótce po śmierci Purcella. Już w 1701 szefowie Royal Theatre ogłaszali w prasie chęć nabycia rękopisu za całkiem sporą kwotę, lecz ponieważ nikt się nie zgłosił, dzieła nie wystawiano przez następne 200 lat, aż do momentu kiedy około 1901 kopia sporządzona przez trzech kopistów, z ręcznymi poprawkami samego Purcella została odkryta w bibliotece Royal Academy of Music i opublikowana przez Purcell Society. Na bazie odrodzenia zainteresowania operą barokową i po odnalezieniu partytury, dzieło Purcella cieszy się całkiem sporym zainteresowaniem na świecie, a nawet w Polsce, gdzie w 2011 zostało w Warszawie przygotowane jako międzyuczelniany spektakl studencki. Dokonano kilkudziesięciu nagrań tej opery, między innymi nagrania Brittena, Gardinera, Tona Koopmana i Nikolausa Harnoncourta.

## Literatura
- Campbell Margaret, Henry Purcell. Glory of his age, Londyn 1993, s. 180–194
- Holman Peter, Thompson Robert, Purcell, New Grove Dictionary of Music and Musicians, dostęp online.
- Westrup Jack, Purcell, New Grove Dictionary of Music and Musicians, Macmillan 1980, T. XV, s. 460–461
- Kamiński Piotr, Tysiąc I jedna opera, Kraków 2008,T. II, s.183–184
- Kubieniec Jakub, Purcell, Encyklopedia muzyczna PWM, pe –r, Kraków 2004